# Quinnia ionica
Quinnia ionica là một loài ốc biển, là động vật thân mềm chân bụng sống ở biển thuộc họ Seguenziidae.